# Zesde Kruistocht
De Zesde Kruistocht begon in 1228 als een poging om Jeruzalem te heroveren. Het begon zeven jaar na het falen van de Vijfde Kruistocht. Er waren maar weinig echte gevechten in deze kruistocht. De diplomatieke manoeuvres van de Rooms-Duitse keizer Frederik II, resulteerden in het feit dat het koninkrijk Jeruzalem voor 15 jaar terug controle kreeg over Jeruzalem en andere gebieden.

## Aanleiding
Frederik II nam bij gelegenheid van zijn koningskroning in Aken in 1215 het kruis op voor de Vijfde Kruistocht. Omdat hij eerst zijn gezag binnen zijn eigen gebieden wilde stabiliseren, kwam het er steeds maar niet van om op kruistocht te gaan. Hij heerste onder andere over Sicilië en wilde zijn invloed in Noord-Italië niet verliezen. Paus Honorius III wilde de invloed van de kerk niet zien teruglopen. Er waren daardoor constant conflicten tussen de paus en Frederik II over de invloed in Italië.
Frederik II kon het zich dus eigenlijk niet veroorloven om op kruistocht te gaan. Maar omdat hij het kruis had opgenomen, en zo aan de paus een kruistocht verschuldigd was, deed de paus in 1225 een beroep op Frederik II om zijn belofte gestand te doen. Frederik II wist door allerlei smoezen de kruistocht toch nog twee jaar uit te stellen, maar uiteindelijk in 1227 moest hij wel, omdat de paus hem dreigde te excommuniceren.

## De kruistocht
Bezig met de voorbereidingen voor de kruistocht en terwijl het grootste deel van zijn leger al op weg was naar Jeruzalem werd Frederik II ziek. Een van de eerste daden van de nieuwe paus Gregorius IX was de excommunicatie van Frederik II, omdat hij van mening was dat de ziekte een nieuwe smoes was.
Frederik II die niet wilde laten merken dat zijn macht op een of andere manier was ingeperkt, negeerde de excommunicatie. Toen hij was genezen van de ziekte vertrok ook hij naar Jeruzalem, wat hem een tweede excommunicatie opleverde. Zijn leger was ondertussen al bijna gehalveerd door zware stormen op de Middellandse Zee en door conflicten met de christelijke adel die regeerde in het kruisvaardersrijk. Zij wilden de macht van Frederik II over hun gebieden, want ook hierop maakte hij aanspraak, niet erkennen.
Toen Frederik er eenmaal was aangekomen en hij een einde aan de escapades had gemaakt, was zijn leger dusdanig geslonken dat het aanvangen van een oorlog tegen de moslims in Jeruzalem zeker op een verlies zou zijn uitgelopen. Om geen gezichtsverlies te lijden rukte hij toch op naar Jeruzalem. Hij veroverde de stad maar, wetende dat zij onhoudbaar was, begon hij onderhandelingen met de moslims. Deze waren ook onderling in conflicten betrokken en ook bij hen was een oorlog met de christenen niet erg wenselijk. Het liep dus uit op een compromis, dat inhield dat de moslims Jeruzalem onder hun hoede kregen, maar dat de christenen vrije doortocht hadden naar hun heilige bedevaartplaatsen. Beide partijen waren tevreden en Frederik keerde weer huiswaarts, waarbij hij onderweg weer in een conflict kwam met de Cypriotische adel, die ook een opstand tegen zijn heerschappij voerde.